# Dicranota tashepa
Dicranota tashepa är en tvåvingeart som beskrevs av Alexander 1966. Dicranota tashepa ingår i släktet Dicranota och familjen hårögonharkrankar. Inga underarter finns listade i Catalogue of Life.